# Групчева къща
Групчевата къща (на македонска литературна норма: Групчева куќа) е къща в град Охрид, Северна Македония. Сградата е обявена за значимо културно наследство на Северна Македония.

## Архитектура
Къщата е разположена на охридската променада – улица „Кей Македония“ № 2 (Старо име „Кей Маршал Тито“). Изградена е в 1930 година в неокласически стил от неизвестни майстори. Принадлежала е на семейство Групчеви.
Къщата е свободностояща и се състои от приземие и етаж. Има богата красива южна фасада. Входът е централно разположен с богато обработена дървена врата и е фланкиран с два декоративни стълба със скромни капители, които подпират балкона и с по-малки размери продължават на етажа, където завършват с капители със стилизирани растителни мотиви. Отстрани на входа и балкона на етажа са разположени симетрично по една двойка прозорци на приземието и етажа. Около прозорците има дискретни рамки – с полукръгла дъга на приземието и правоъгълни на етажа. Оградата на балкона е с керамични балюстради. Фасадата над балкона завършва с тимпанон с надпис „1930“, декориран в орнаментика, характерна за класическия академизъм, както и ъглите и венците на сградата. Другите фасади са по-скромни и без симетрия.
Градежът е масивен с носещи зидове от цяла тухла. Междуетажната и покривната конструкция са дървени.